# Autotopagnosia
La autotopagnosia es una agnosia afectando el sentido de la postura. Se caracteriza en una inhabilidad de localizar y orientar las diferentes partes del cuerpo, careciendo del reconocimiento del propio cuerpo y de su posición en el espacio. Esas funciones se sitúan en las áreas 5 y 7, áreas formadoras del centro somatoestésico de la asociación, en la región parietal superior.

## Lesión
La pérdida del esquema corporal se llama autotopoagnosia. La lesión es más frecuente en el hemisferio no dominante. El paciente no reconoce una parte del cuerpo como suya (la contralateral a la lesión) debido a que la cree de otra persona.